# Флаг Уфы
Флаг Уфы — официальный флаг города Уфы (городского округа город Уфа).

## Описание
«Прямоугольное полотнище с соотношением сторон ширины к длине флага — 2:3, состоящее из двух горизонтальных полос: верхней белого цвета, шириной 7:10 ширины полотнища, и нижней зелёного цвета; в центре белой полосы бегущая к древку куница натурального коричнево-бурого цвета».

## Обоснование символики
Флаг разработан на основе герба города.
В центре флага куница натурального коричнево-бурого цвета. Приподнятая голова с красиво изогнутой шеей придают кунице уверенность и спокойствие. Вся её фигура, горделивая поза, мех с позолотой олицетворяют богатство, гордость и достоинство.
Уфимская крепость основана в 1574 году для защиты башкирской земли. Крепость одновременно служила центральным пунктом сбора подати. Мех куницы и соболя издавна ценился на Руси. По договору с русским царём Иваном Грозным башкиры условились платить ясак мехом куницы.
Серебряный (белый) цвет — символ веры, чистосердечности и благородства.
Зелёный цвет символизирует изобилие, радость, свободу, покой и мир.